# Alpinoscincus
Alpinoscincus — рід сцинкоподібних ящірок родини сцинкових (Scincidae). Представники цього роду є ендеміками Нової Гвінеї.

## Види
Рід Alpinoscincus нараховує 2 види:
- Alpinoscincus alpinus (Greer, Allison & Cogger, 2005)
- Alpinoscincus subalpinus (Greer, Allison & Cogger, 2005)